# Dromon

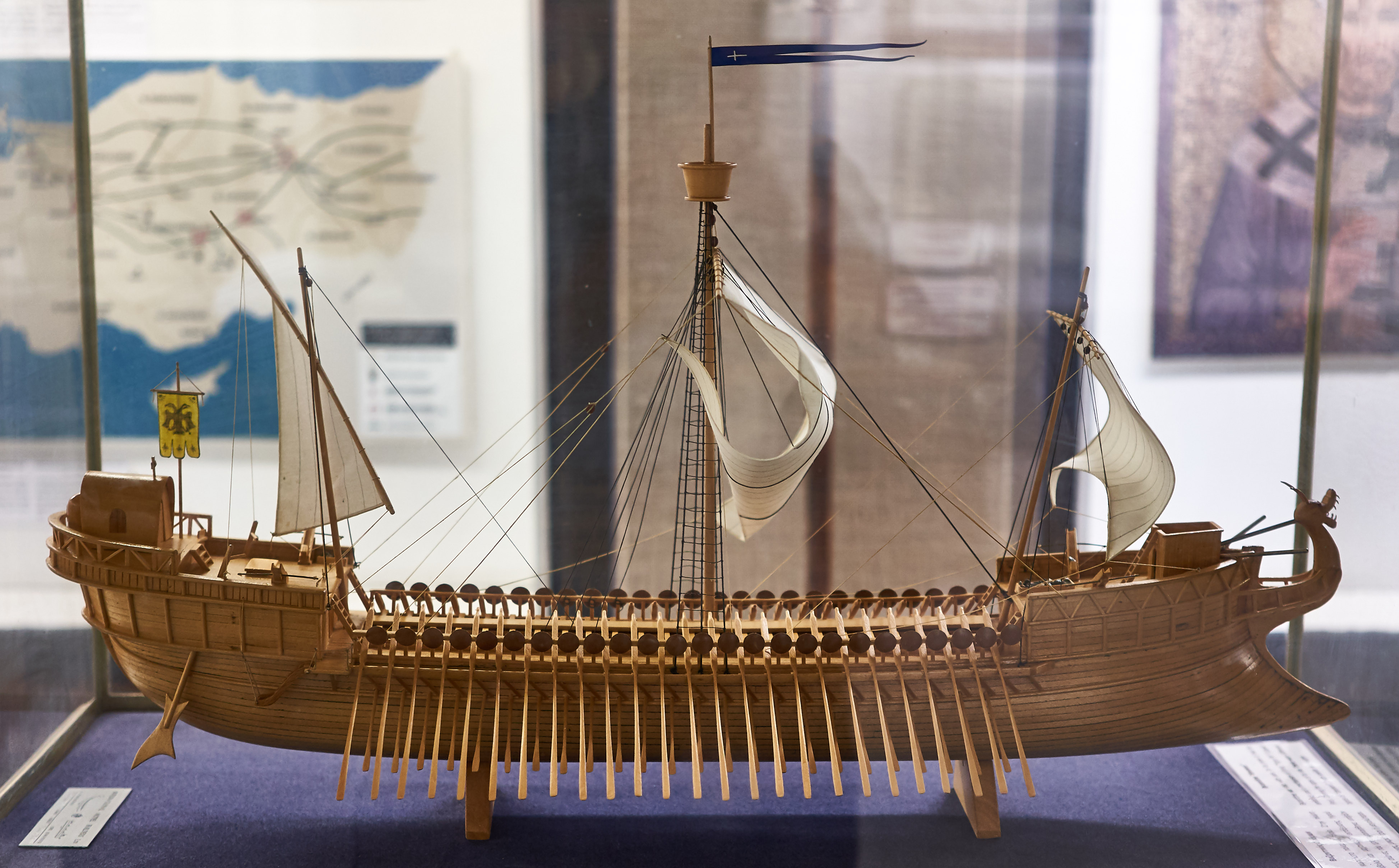
Model bizantyjskiego dromonu z Ateńskiego Muzeum Wojny

Dromon, dromona (gr. δρόμων dromōn) – okręt wiosłowo-żaglowy, używany na Morzu Śródziemnym  przez floty Bizancjum (jako główny typ okrętu wojennego) i Arabów, budowany w różnych wariantach od V do XII wieku.
Wczesne dromony miały jeden rząd wioseł i przypominały jednomasztowe liburny. Później pojawiły się dromony dwu- i trójmasztowe, z dwoma rzędami wioseł. Ich długość wynosiła 30–50 m, a szerokość 6–7 m. Na rufie znajdowały się stery (po jednym z każdego boku). Jednostki miały kształt wydłużony i były dość szybkie. W zależności od wielkości okrętu załoga liczyła 100–300 ludzi –wioślarzy, marynarzy i żołnierzy.
Dromony wyposażone były w taran, jednak główną ich bronią były katapulty i balisty, które miotały na duże odległości pociski zapalające zawierające ogień grecki. Potężne i ciężkie katapulty mogły miotać pociski o ciężarze do 20 kg na odległość 1 km. Dromony były też uzbrojone w specjalne urządzenia (tzw. syfony) do miotania ognia greckiego. 
W części dziobowej i rufowej statku były wysokie pokłady dla łuczników, zaś obok głównego masztu znajdowała się drewniana wieża (xylokastron), z której piechota morska mogła strzelać z łuków albo miotać oszczepy i inne pociski. Wiele dromonów było chronionych przed taranami wroga przez metalowy pancerz. 
Rękopis bizantyński z 850 r. zawiera wyobrażenie dromonu z tego okresu o konstrukcji podobnej jest do biremy z dwoma rzędami wioseł i o dwóch masztach z żaglami łacińskimi. W Bizancjum używano też odmiany tych okrętów o nazwie chelandion.